# The Finder
The Finder ist eine US-amerikanische Krimiserie von Hart Hanson und wurde mittels eines Backdoor-Piloten als Ableger der ebenfalls bei Fox ausgestrahlten Serie Bones – Die Knochenjägerin gestartet. Die Handlung basiert lose auf der Buchreihe The Locator von Richard Greener.
Schauspieler Michael Clarke Duncan, der in der Serie Leo Knox, einen ehemaligen Anwalt und besten Freund der Hauptfigur Walter Sherman, spielte, hatte in der Serie seinen letzten Fernsehauftritt, bevor er am 3. September 2012 an den Folgen eines Herzinfarkts starb. Die Serie wurde nach nur einer Staffel mit 13 Episoden eingestellt. Ihre Erstausstrahlung in den USA hatte sie am 12. Januar 2012. Von Februar bis Mai 2013 war die Serie beim deutschen Sender kabel eins zu sehen.

## Handlung
Nach schweren Kopfverletzungen durch eine Bombenexplosion wird der Irakkriegsveteran Walter Sherman ehrenhaft aus dem Militärdienst entlassen. Die Schäden am Gehirn bewirken Bewusstseinsveränderungen, durch die er paranoid wird, allerdings auch die Fähigkeit bekommt, komplexe Zusammenhänge zu erkennen und damit Dinge zu „finden“.

## Besetzung und Synchronisation
Die deutsche Synchronisation der ersten sieben Episoden entstand nach einem Dialogbuch und unter der Dialogregie von Rainer Gerlach, die der restlichen sechs Episoden von Stefan Ludwig, jeweils durch die Synchronfirma Rainer Brandt Filmproductions GmbH in Berlin.
| Rollenname     | Schauspieler/in       | Episoden | Synchronsprecher/in |
| -------------- | --------------------- | -------- | ------------------- |
| Walter Sherman | Geoff Stults          | 1–13     | Jaron Löwenberg     |
| Leo Knox       | Michael Clarke Duncan | 1–13     | Tilo Schmitz        |
| Willa Monday   | Maddie Hasson         | 1–13     | Kathrin Neusser     |
| Isabel Zambada | Mercedes Masöhn       | 1–13     | Victoria Sturm      |
| Timo Proud     | Toby Hemingway        | 1–13     | Julius Jellinek     |

## Produktion und Ausstrahlung
Vereinigte Staaten
Im Laufe der sechsten Staffel der Serie Bones – Die Knochenjägerin kam die Idee auf, eine Spin-off-Serie zu Bones zu entwickeln. So wurde eine Backdoor-Episode für die sechste Staffel erdacht, in der eine neue Figur eingeführt werden sollte, um die sich die neue Serie drehen sollte. So begannen die Dreharbeiten zur Bones-Episode The Finder (Staffel 6, Episode 19) im Januar 2011. Die Ausstrahlung erfolgte im April 2011, während Fox einen Monat später der Serie grünes Licht gab und dreizehn Episoden für die erste Staffel bestellte. Die Premiere fand am 12. Januar 2012 im Anschluss an eine neue Bones-Episode bei Fox statt. Weitere sechs Episoden wurden vom 19. Januar bis zum 8. März 2012 jeweils nach der Castingshow American Idol gesendet. Anfang März 2012 wurde die Serie dann auf den Freitag verschoben, wo die restlichen sechs Episoden bis zum 11. Mai 2012 ausgestrahlt wurden. Bereits zwei Tage vorher wurde die Serie von Fox eingestellt.
Deutschland
Für Deutschland hat sich die ProSiebenSat.1 Media die Ausstrahlungsrechte gesichert und entschieden, die Serie auf Kabel eins auszustrahlen. Dort begann die Ausstrahlung am 8. Februar und endete am 10. Mai 2013.
Seit Januar 2017 ist die Serie auch beim VoD-Anbieter Netflix verfügbar.

## Episodenliste
| Nr. | Deutscher Titel            | Originaltitel              | Erstausstrahlung USA | Deutschsprachige Erstausstrahlung (D) | Regie           | Drehbuch                                    |
| --- | -------------------------- | -------------------------- | -------------------- | ------------------------------------- | --------------- | ------------------------------------------- |
| 1   | Am Ende der Welt           | An Orphan Walks Into A Bar | 12. Jan. 2012        | 8. Feb. 2013                          | Daniel Sackheim | Hart Hanson                                 |
| 2   | Kugeln                     | Bullets                    | 19. Jan. 2012        | 15. Feb. 2013                         | Terrence O’Hara | Matt MacLeod                                |
| 3   | Blut ist am Schuh          | A Cinderella Story         | 26. Jan. 2012        | 22. Feb. 2013                         | Adam Arkin      | Sanford Golden & Karen Wyscarver            |
| 4   | Der Baseballstar           | Swing And A Miss           | 2. Feb. 2012         | 1. März 2013                          | Kevin Hooks     | Aaron Ginsburg & Wade McIntyre              |
| 5   | Der Feuertrick             | The Great Escape           | 9. Feb. 2012         | 8. März 2013                          | Seith Mann      | Emilia Serrano                              |
| 6   | Kleine grüne Männchen      | Little Green Men           | 23. Feb. 2012        | 15. März 2013                         | Dwight Little   | Will Pascoe                                 |
| 7   | Im Auge des Hurrikans      | Eye of the Storm           | 8. März 2012         | 22. März 2013                         | Alex Chapple    | Aaron Ginsburg & Wade McIntyre              |
| 8   | Leben nach dem Tod         | Life After Death           | 6. Apr. 2012         | 5. Apr. 2013                          | David Boreanaz  | Nkechi Okoro Carroll                        |
| 9   | Das letzte Mahl            | The Last Meal              | 13. Apr. 2012        | 12. Apr. 2013                         | Milan Cheylov   | Josh Friedman                               |
| 10  | Eine heiße Spur            | The Conversation           | 20. Apr. 2012        | 19. Apr. 2013                         | Jim Hayman      | Patrick Massett & John Zinman               |
| 11  | Aufs falsche Pferd gesetzt | The Inheritance            | 27. Apr. 2012        | 26. Apr. 2013                         | David Straiton  | Sanford Golden & Karen Wyscarver            |
| 12  | Voodoo mir, so ich dir     | Voodoo Undo                | 4. Mai 2012          | 3. Mai 2013                           | Daniel Sackheim | Matt MacLeod & Emilia Serrano               |
| 13  | Der Junge mit dem Eimer    | The Boy with the Bucket    | 11. Mai 2012         | 10. Mai 2013                          | Vahan Moosekian | Hart Hanson & Patrick Massett & John Zinman |